# Segoriacum
Segoriacum, oder Segoricum, ist der antike Name eines römischen vicus, der bei Worringen im Kölner Norden gesucht werden muss.
Der Ortsname ist von einer Weihinschrift eines heute verschollenen Altarsteins überliefert. Archäologisch konnte der vicus noch nicht sicher verortet werden.
Darüber hinaus ist Segoriacum in keiner bekannten antiken Quelle überliefert. Er ist weder im Itinerarium Antonini noch auf der Tabula Peutingeriana verzeichnet.
Franz Cramer vermutete in Segoriacum eine Pferdewechselstation (mutatio), die dem römischen Reiterlager Buruncum zugeordnet werden kann.